# Patrick Chung
Patrick Christopher Chung (* 19. August 1987 in Kingston) ist ein ehemaliger jamaikanischer American-Football-Spieler in der National Football League, der den Großteil seiner Karriere für die New England Patriots spielte. Seine Feldposition ist die des Strong Safety.
Nach einer vielversprechenden Karriere im College Football an der University of Oregon wurde Chung im NFL Draft 2009 von New England als 34. Spieler ausgewählt. Auf Anhieb etablierte er sich als Stammspieler auf seiner Position und erreichte den Super Bowl XLVI gegen die New York Giants, der trotz seiner Leistung (6 Tackles) mit 17:21 verloren wurde. 2013 wechselte er zu den Philadelphia Eagles, konnte sich aber nicht durchsetzen, so dass er 2014 zurück zu den Patriots kam. Bei ihnen wurde er wieder Stammspieler und gewann dreimal den Super Bowl (Super Bowl XLIX, Super Bowl LI, Super Bowl LIII).
Nachdem er die Saison 2020 wegen der COVID-19-Pandemie in den Vereinigten Staaten ausgesetzt hatte, gab Chung im März 2021 sein Karriereende bekannt.
Chung ist mit seiner Ehefrau Cecilia verheiratet, sie haben einen gemeinsamen Sohn. Er stammt aus einer musikalischen Familie: Seine Mutter ist die Reggaesängerin Sophia George und sein Vater Ronald Chung war ihr Produzent. Er hat vier Schwestern und drei Brüder. Chung ist Mitglied der chinesischstämmigen Minderheit in Jamaika.